# Paul Briaudeau
Paul Briaudeau, né le 14 juin 1869 à Nantes et mort le 16 avril 1944 à Chantenay-sur-Loire, est un peintre français.

## Biographie
Paul Charles Jean Briaudeau est le fils de l'armateur Pierre Tristan Briaudeau, adjoint au maire de Nantes, et de  Mathilde Julie Pauline Dupuy.
Il débute la peinture en 1887, à l'âge de dix-huit ans, et devient l'élève d'un peintre d'histoire. Il expose au Salon des artistes français en 1894.
Il représente dans son œuvre des figures, paysages et natures mortes, s'inspirant de différents styles artistiques, du symbolisme au fauvisme.

## Œuvres
- Femme assise dans un jardin (Musée des beaux-arts de Nantes)
- Trois danseuses nues

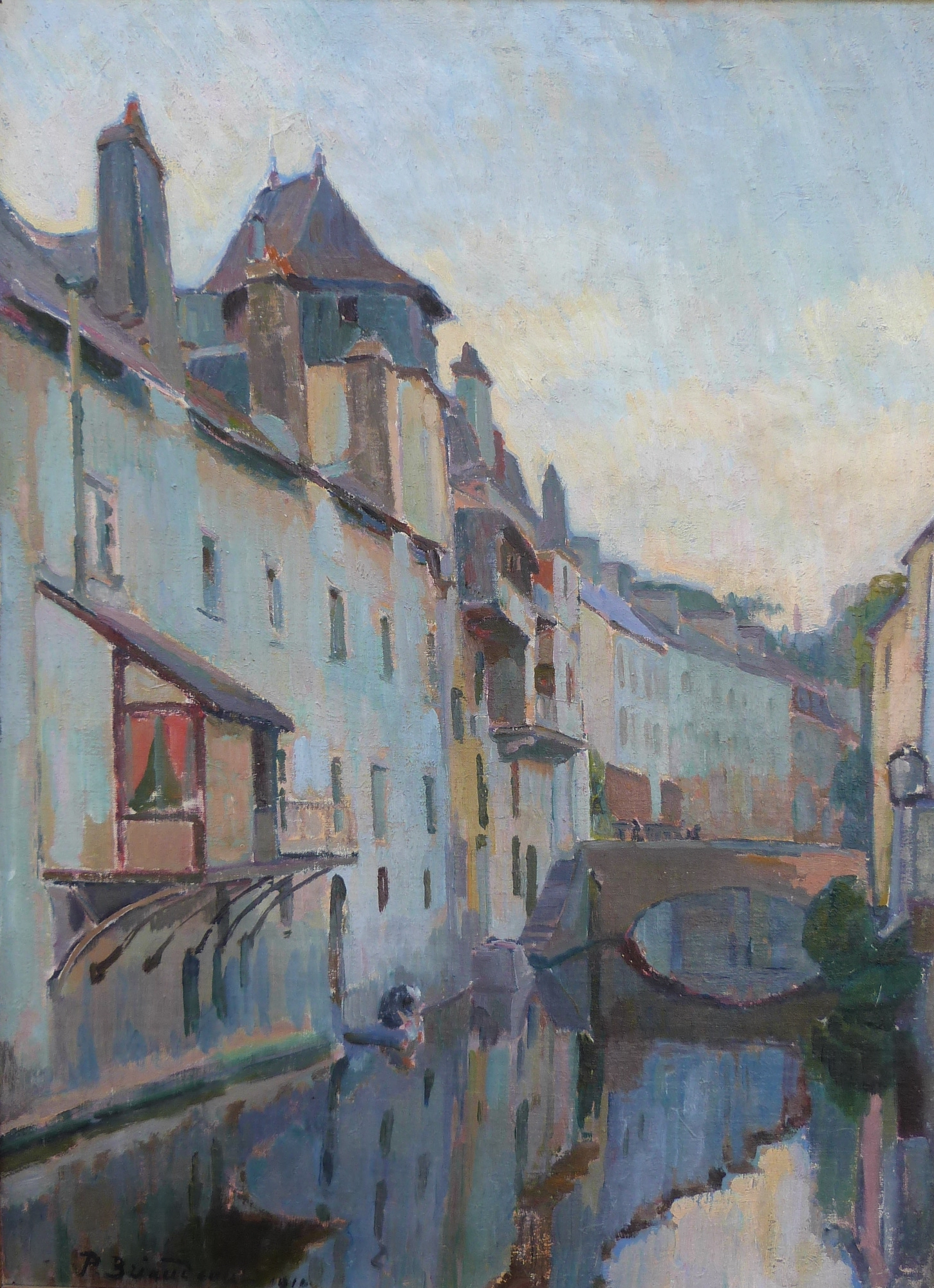
Un canal dans une ville
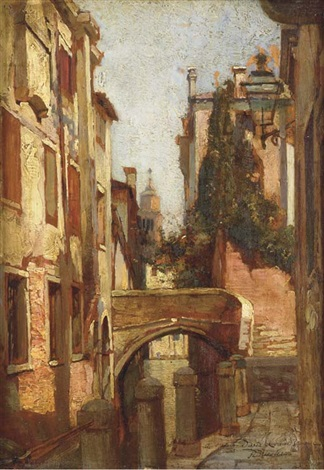
Rivière dans une ville ancienne
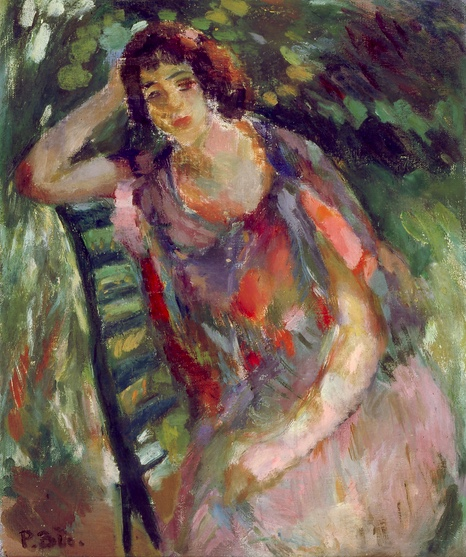
Femme assise dans un jardin
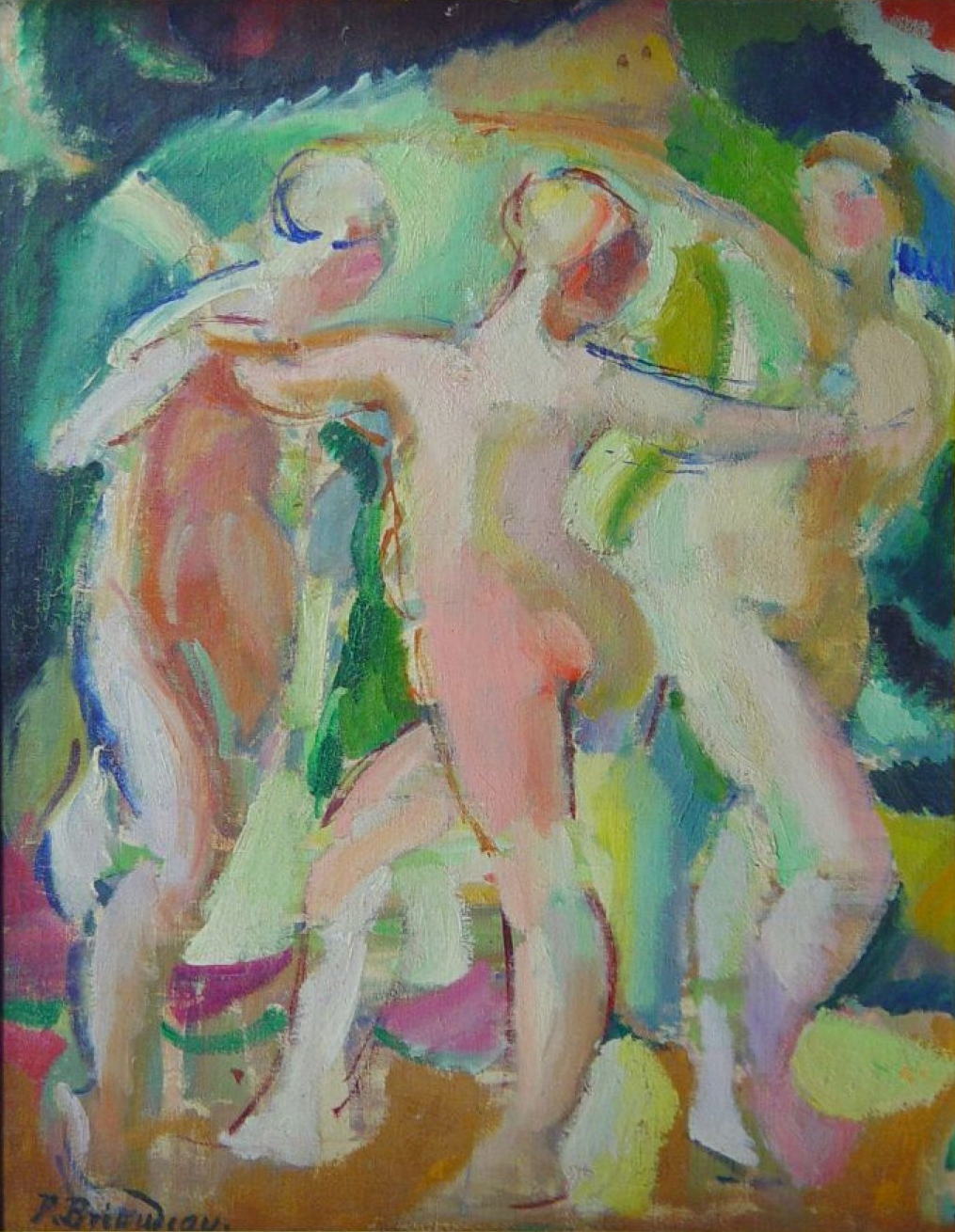
Trois danseuses nues

- Rivière dans une ville ancienne
- Un canal dans une ville
- Femme assise dans un jardin
- Trois danseuses nues

## Sources
- Gérôme Maësse, « Paul Briaudeau », Les Tendances nouvelles, n° 3, 1904
- John Castagno, European Artists III: Signatures and Monograms From 1800, Scarecrow Press, 2008